# Hippocampéléphantocamélos
L’hippocampéléphantocamélos est un animal imaginaire rendu célèbre par la pièce d'Edmond Rostand, Cyrano de Bergerac. Ce mot regroupe plusieurs animaux notamment l'hippocampe, l'éléphant et le chameau.

## Origine
Cet animal fantastique est évoqué par Cyrano de Bergerac, dans la pièce qui porte son nom, lors de la fameuse « tirade du nez » (Acte I, scène 4) :
Pédant : L’animal seul, monsieur, qu’Aristophane
Appelle Hippocampéléphantocamélos
Dut avoir sous le front tant de chair sur tant d’os !
Cyrano élabore ici une forme d'insulte, visant à se moquer de son propre nez tout en démontrant à son adversaire qu'il était possible de le faire avec esprit et de nombreuses manières différentes ; dans cet extrait, la manière est celle de la déclamation pédante.
Edmond Rostand a tiré ce nom de la correspondance de Le Bret (ami du Cyrano historique, et également un personnage secondaire de la pièce) dans une lettre adressée "A monsieur de B..." (Bergerac), où il attaque un médecin pédant en ces termes :
je croy qu'il y aurait justice de lui ordonner de ne se dire au plus que l'Hippocampelephantocamelos de Lucille, qui après Aristophane baptisa ainsi un Pédant

On trouve effectivement ce mot dans un fragment isolé d'une satire de Lucilius. Le Bret attribue la création du terme à Aristophane, mais la comédie perdue où le poète avait mentionné ce mot n'a pas été identifiée. On sait toutefois que le dramaturge affectionnait la composition de néologismes burlesques par concaténation de mots existants (comme le nom à rallonge d'un plat imaginaire dans L'Assemblée des femmes.)

## Étymologie
Le nom de cet animal repris du grec ἱππόκαμπἐλέφαντοκάμηλος est un mot hybride composé des noms grecs de l'hippocampe, de l'éléphant et du chameau.

## Mise en abyme de la narration
Edmond Rostand met en scène un Cyrano qui lui-même imite un pédant qui prête à Aristophane l’utilisation du mot Hippocampéléphantocamélos.

## Référence
L'animal est représenté dans la série De cape et de crocs.